# 因弗内斯 (佛罗里达州)
因弗内斯（英語：Inverness），是美国佛罗里达州锡特勒斯县下属的一座城市。建立于1919年。面积约为21平方公里（约合8.1平方英里）。根据2010年美国人口普查，该市有人口7,210人。论人口在本州排行第180。